# Khu liên hợp thể thao Sultan Qaboos
Sân vận động Sultan Qaboos tại Khu liên hợp thể thao Sultan Qaboos (tiếng Ả Rập: مجمع السلطان قابوس الرياضي), cũng được biết đến tại địa phương với tên gọi là Boshar (tiếng Ả Rập: بوشر), là một sân vận động đa năng thuộc sở hữu của chính phủ ở quận Boshar của Muscat, Oman. Sân hiện đang được sử dụng chủ yếu cho các trận đấu bóng đá, và cũng có cơ sở vật chất cho điền kinh. Sân vận động ban đầu có sức chứa trên 40.000 chỗ ngồi, nhưng sau những lần cải tạo gần đây, sức chứa đã giảm xuống còn 34.000 chỗ ngồi. Đây là sân nhà của đội tuyển bóng đá quốc gia Oman. Sân vận động Qaboos đã được sử dụng làm sân vận động chính trong Cúp bóng đá vịnh Ả Rập 2009, và cũng được sử dụng trong Cúp Vùng Vịnh 1996. Ngoài ra, khu liên hợp còn có an ninh nghiêm ngặt, và có hơn 10.000 chỗ đậu xe.
Sân vận động đã tổ chức Giải vô địch khúc côn cầu trên cỏ nam châu Á 2018.
Đội tuyển Việt Nam đã có trận thắng lịch sử trước Đội tuyển Hàn Quốc tại Vòng loại Cúp bóng đá châu Á 2004 trên sân này.